# Скизас, Мадлен
Мадлен Скизас (фр. Madeline Schizas; род. 14 февраля 2003, Оквилл, Онтарио) — канадская фигуристка, выступающая в одиночном катании. Бронзовый призёр турнира серии «Челленджер» Золотой конёк Загреба (2022). Трёхкратная чемпионка Канады (2022, 2023 и 2025). Участница Олимпийских игр (2022).
По состоянию на 29 марта 2025 года занимает 15-е место в рейтинге Международного союза конькобежцев.

## Биография
Скизас родилась 14 февраля 2003 года в Оквилле. Она училась в средней школе White Oaks своём родном городе.

## Карьера

### Ранние годы
Скизас начала кататься на коньках в 2006 году. Она заняла шестое место в детских соревнованиях на чемпионате Канады 2018 года и выиграла серебро уже на юниорском уровне на чемпионате Канады 2019.
В 2019 году она приняла участие в съёмках сериала компании Netflix «Цепляясь за лёд».

### Сезон 2019/2020
Дебютировав на международном уровне среди юниоров, Скизас заняла пятое место на Volvo Open Cup в ноябре 2019 года. Затем она выиграла золото на взрослом уровне на Skate Canada Challenge, получив право участвовать на чемпионате Канады 2020 года.
На чемпионате в январе она заняла второе место в короткой программе, несмотря на то, что выполнила только двойной тулуп в каскаде прыжков. Она заняла итоговое третье место, допустив несколько ошибок в произвольной программе. Мадлен проиграла 7,47 балла чемпионке Эмили Босбэк и 0,87 балла серебряной медалистке Элисон Шумахер. Одной из ошибок оказалось четырёхкратное повторение двойного акселя, в итоге последний не был засчитан. Мадлен потом сообщила, что «не знает, о чём я думала <…> я думаю, что это приходит вместе с опытом».
В феврале Скизас выиграла золото на юниорском уровне на Bavarian Open. Ее международный дебют на взрослом уровне состоялся в том же месяце на International Challenge Cup в Гааге. Она заняла шестое место в короткой программе и третье в произвольной, став третьей по сумме. Мадлен уступила только японкам Рике Кихире и Юхана Ёкои с результатом 175,56 балла.
Мадлен не была включена в состав сборной ни на взрослый чемпионат мира, ни на юниорский.

### Сезон 2020/2021
Скизас вошла в состав сборной Канады благодаря медали на национальном первенстве в 2020. Она должна была принять участие в своём первом турнире серии Гран-при (на Skate Canada), но этап был отменён из-за пандемии коронавируса. Она оставила прошлогоднюю короткую программу, а произвольную поставила под музыку из кинофильма «Шербурские зонтики», вдохновившись танцем Тессы Вертью и Скотта Моира сезона 2007/2008.
Канадские соревнования были отменены из-за пандемии и проводились в виртуальном формате. Тем не менее она сумела выиграть золотую медаль на «виртуальном» турнире Skate Canada Challenge, что позволило попасть на чемпионат Канады 2021 года, но он был отменён.
25 февраля было объявлено, что Скизас и Эмили Босбэк включены в состав сборной для участия на чемпионате мира 2021 года, который стал для Мадлен первым чемпионатом ИСУ в карьере. Она сумела попасть в произвольную программу и заняла итоговое тринадцатое место. Попадание в финальный сегмент обеспечило Канаде место в женском одиночном катании на Олимпийских играх 2022 года в Пекине.

### Сезон 2021/2022
Начала новый олимпийский сезон с этапа Гран-при Skate Canada, где после короткой программы расположилась на 9 месте с 62,61 баллами, в произвольной программе также расположилась на 9 месте с 123,95 баллами, в итоге заняла 8 место с суммой баллов 186,56. Через месяц выступила на в шестом этапе серии Гран-при Rostelecom Cup, после короткой программы расположилась на 4 месте с 67,49 баллами, в произвольной программе расположилась на 7 месте с 124,32 баллами, по итогу заняла 6 место с суммой баллов 192,14.
В январе выступила на чемпионате Канады, где завоевала золотую медаль. По результатам национального первенства Скизас вошла в состав сборной Канады на Олимпийские игры в Пекине.

## Программы
| Сезон     | Короткая программа | Произвольная программа | Показательные номера                                                                              |
| --------- | --- | --- | ------------------------------------------------------------------------------------------------- |
| 2023–2024 | - «Farrucas» Пепе Ромеро, Чано Лобато, Мария Магдалина, и Пепе Ромеро - «Solea Grana» Estrella Morente хореография Мэдисон Хаббелл, Скотт Моир, и Адриан Диас | - «Summertime» (из оперы «Порги и Бесс») Джордж Гершвин, Дюбоз Хейуорд и Айра Гершвин в исполнении Элла Фицджеральд и Луи Армстронг хореография Кэрол Лейн и Юрий Разгуляев                                                                                              |                                                                                                   |
| 2022–2023 | - «Nina's Dream» - «Stumbled Beginnings» (из фильма «Чёрный лебедь») Клинт Мэнселл                                                                            | - «Entrance of Butterfly» - «Love Duet» - «Goro's Entrance» - «Un bel dì, vedremo» (из оперы «Мадам Баттерфляй») Джакомо Пуччини хореография Ланс Випонд - «Prologue» - «End Credits» - «I Feel Pretty» - «America» (из фильма «Вестсайдская история») Леонард Бернстайн | - «Don't Rain on My Parade» (из сериала «Хор») в исполнении Лиа Мишель - «Deja Vu» Оливия Родриго |
| 2021–2022 | - «Мой ласковый и нежный зверь» Евгений Дога хореография Эшер Хилл                                                                                            | - «Entrance of Butterfly» - «Love Duet» - «Goro's Entrance» - «Un bel dì, vedremo» (из оперы «Мадам Баттерфляй») Джакомо Пуччини хореография Ланс Випонд | - «It's Oh So Quiet» в исполнении Бьорк                                                           |
| 2020–2021 | - «Stranger in Paradise» (из мюзикла «Кисмет») Александр Бородин, Роберт Райт, Джордж Форрест в исполнении Сара Брайтман хореография Эшер Хилл                | - «I Will Wait for You» (из фильма «Шербурские зонтики») Мишель Легран, Жак Деми, Норман Гимбел хореография Эшер Хилл |                                                                                                   |
| 2019–2020 | - «Stranger in Paradise» (из мюзикла «Кисмет») Александр Бородин, Роберт Райт, Джордж Форрест в исполнении Сара Брайтман хореография Эшер Хилл                | - «Overture» - «I Still Believe» (из мюзикла «Мисс Сайгон») Клод-Мишель Шёнберг хореография Эшер Хилл |                                                                                                   |

## Результаты
| Соревнование                      | 16/17         | 17/18         | 18/19         | 19/20         | 20/21         | 21/22         | 22/23         | 23/24         | 24/25         |
| Международные                     | Международные | Международные | Международные | Международные | Международные | Международные | Международные | Международные | Международные |
| --------------------------------- | ------------- | ------------- | ------------- | ------------- | ------------- | ------------- | ------------- | ------------- | ------------- |
| Зимние Олимпийские игры           |               |               |               |               |               | 19            |               |               |               |
| Чемпионат мира                    |               |               |               |               | 13            | 12            | 13            |               | 11            |
| Чемпионат четырёх континентов     |               |               |               |               |               |               | 10            | 6             | 12            |
| Этапы Гран-при. Cup of China      |               |               |               |               |               |               |               | 5             | 7             |
| Этапы Гран-при. Rostelecom Cup    |               |               |               |               |               | 6             |               |               |               |
| Этапы Гран-при. Skate Canada      |               |               |               |               | C             | 8             | 7             | 4             | 5             |
| Этапы Гран-при. Финляндия         |               |               |               |               |               |               | 5             |               |               |
| Челленджер. Finlandia Trophy      |               |               |               |               |               | 9             |               |               |               |
| Челленджер. Nebelhorn Trophy      |               |               |               |               |               |               | 5             |               | 7             |
| Челленджер. Золотой конёк Загреба |               |               |               |               |               |               | 3             |               |               |
| Челленджер. Мемориал Непелы       |               |               |               |               |               |               |               | 3             |               |
| Challenge Cup                     |               |               |               | 3             |               |               |               |               |               |
| Cranberry Cup                     |               |               |               |               |               | 5             | 4             |               | 6             |
| Командные                         |               |               |               |               |               |               |               |               |               |
| Зимние Олимпийские игры           |               |               |               |               |               | 4             |               |               |               |
| Командный чемпионат мира          |               |               |               |               |               |               | 6             |               |               |
| Национальные                      |               |               |               |               |               |               |               |               |               |
| Чемпионат Канады                  |               | 6 N           | 2 J           | 3             | C             | 1             | 1             | 2             | 1             |
| Skate Canada Challenge            | 26 N          | 4 N           | 3 J           | 1             | 1             |               |               |               |               |
| Международные среди юниоров       |               |               |               |               |               |               |               |               |               |
| Volvo Open Cup                    |               |               |               | 5 J           |               |               |               |               |               |